# 에마여기강
에마여기강(에스토니아어: Emajõgi, 독일어: Embach, 라트비아어: Mētra)은 에스토니아의 강이다. 페이푸스 호수를 지나 타르투를 거치며 총 길이는 101 km이다. "에마여기"(Emajõgi)는 에스토니아어로 "강의 어머니"라는 뜻이다.
에마여기 강은 때때로 동명의 강과 구분짓기 위해 '대(大) 에마여기'를 뜻하는 Suur Emajõgi로 불리기도 한다. 그것은 버르치애르브 호수로 흘러들어가는 강인 배이케 에마여기("작은 에마여기")와 구별하기 위해서이다.

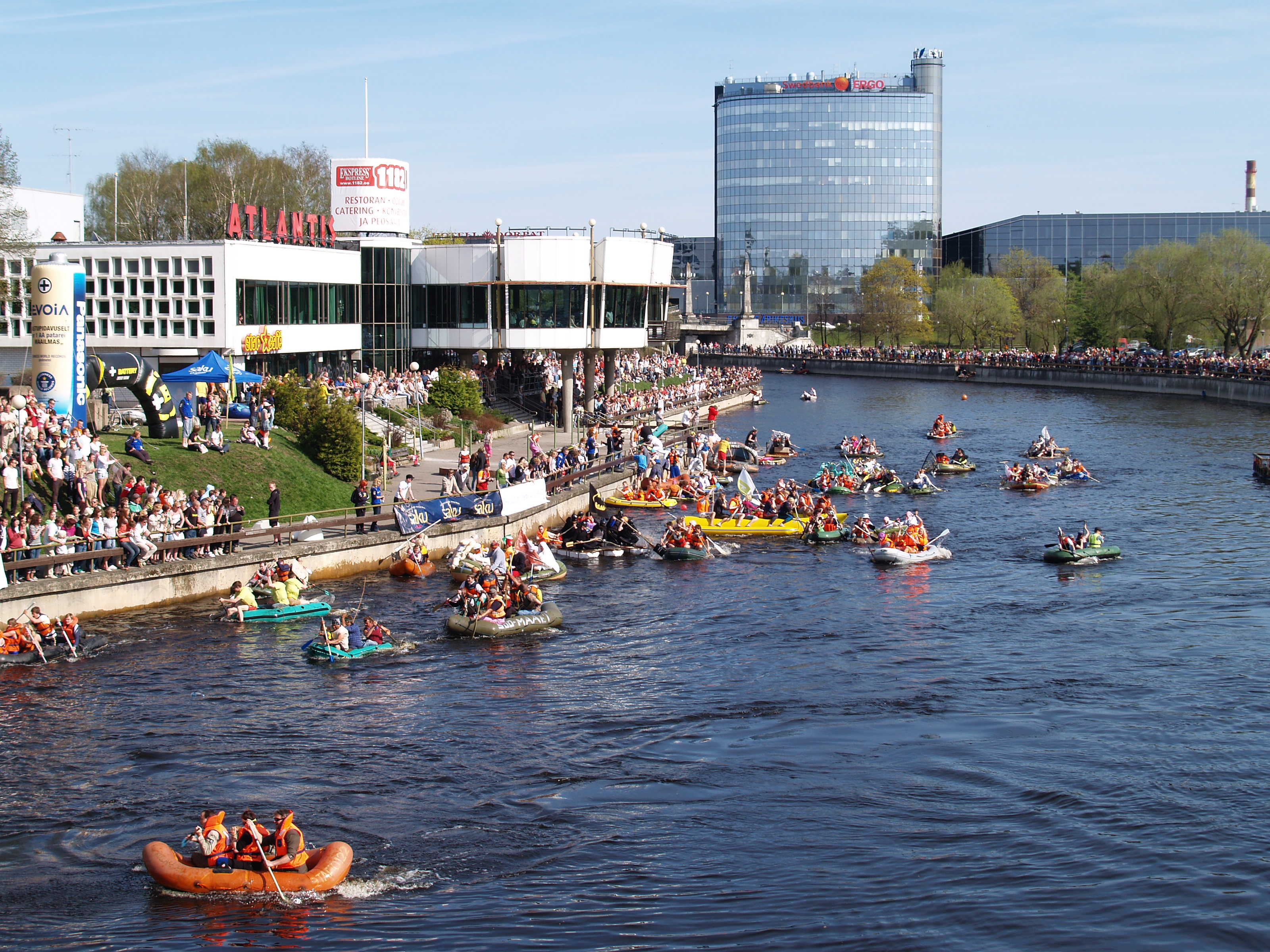
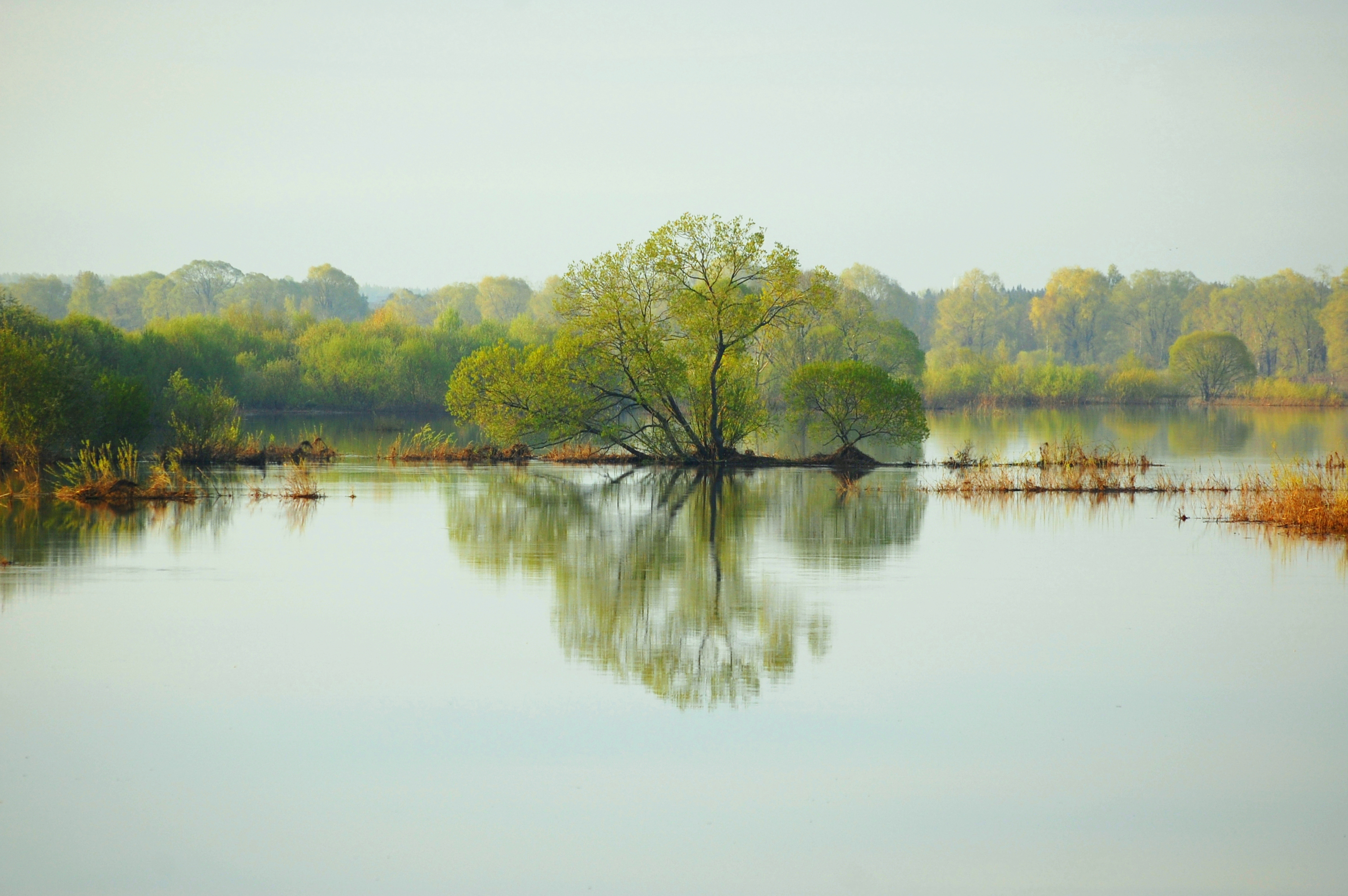
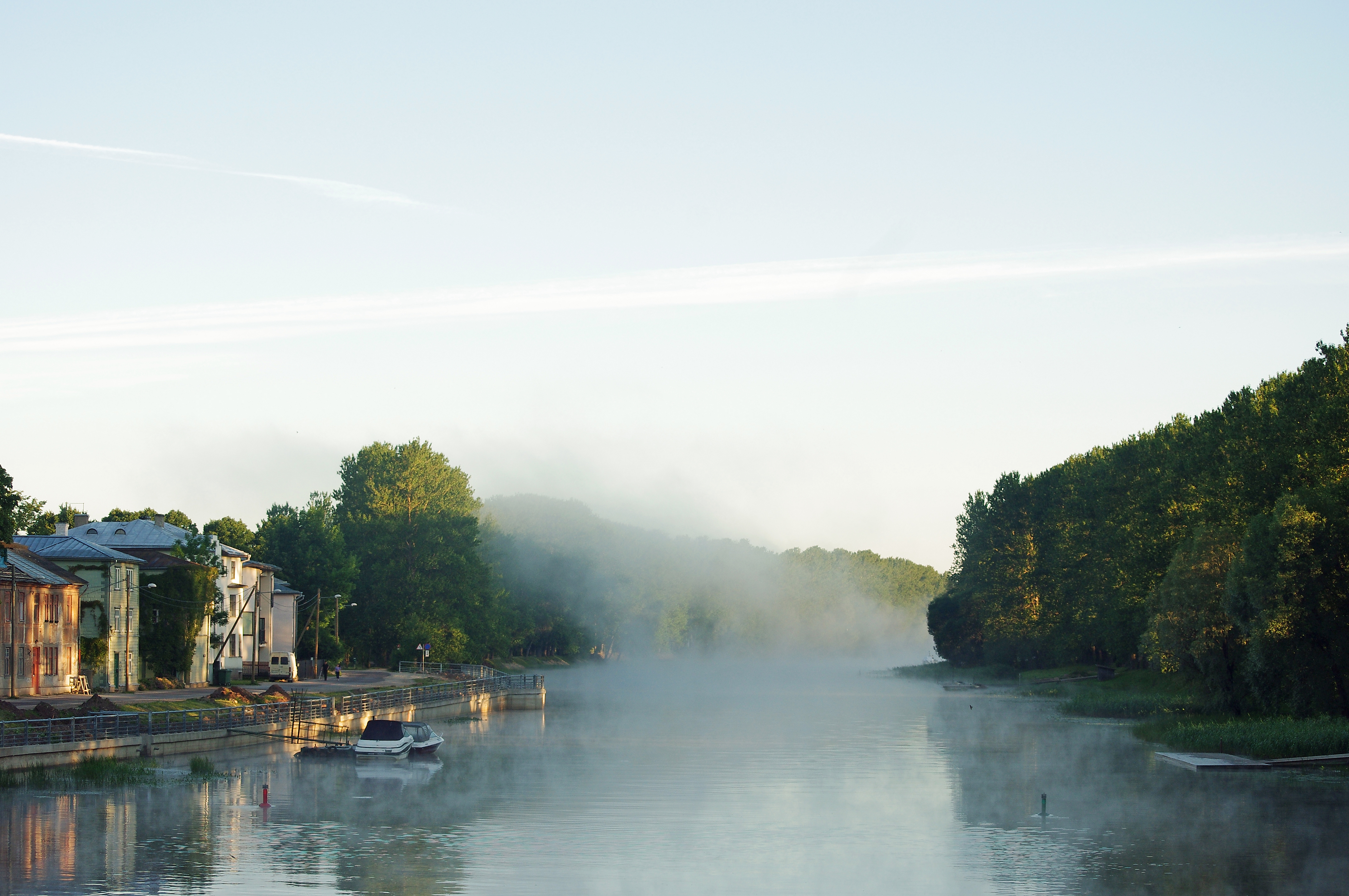
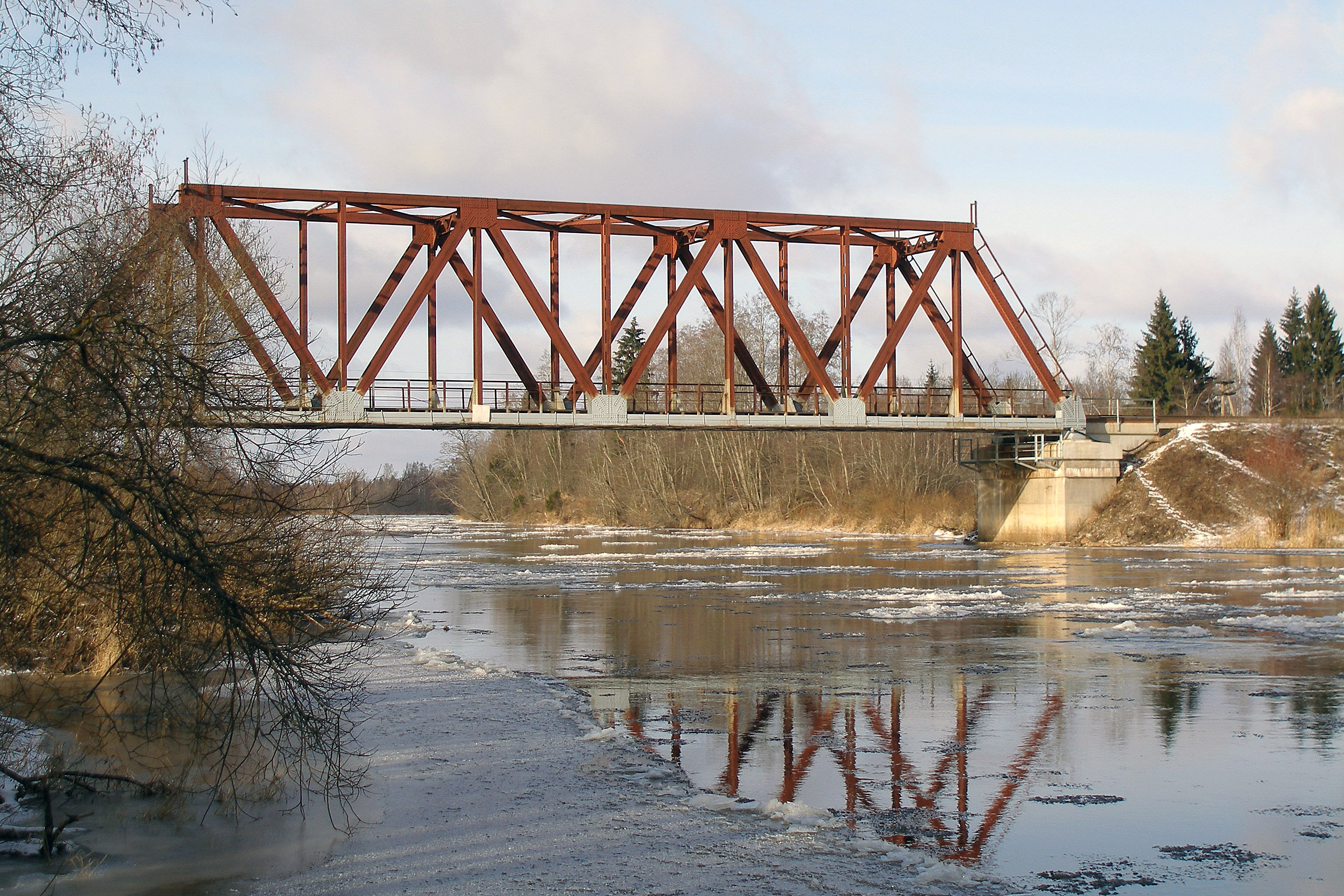
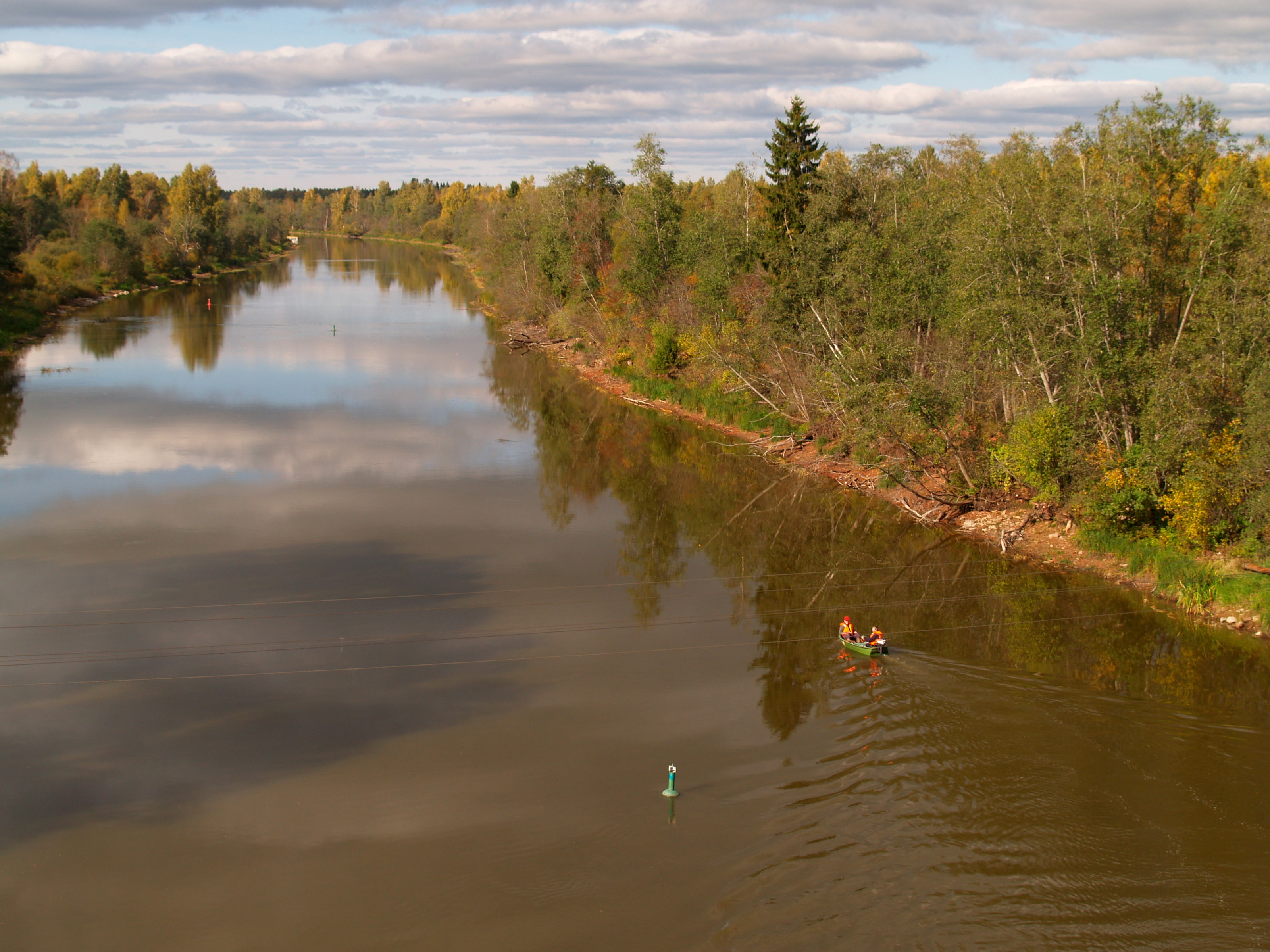